# 中国・四国地方
中国・四国地方（ちゅうごく・しこくちほう）は、中国地方と四国地方の9県をまとめた総称。中・四国（ちゅう・しこく）、または中四国（ちゅうしこく）と呼称・表記される事もある。

## 概要
中国地方南部（岡山県・広島県・山口県）と四国地方北部（香川県・愛媛県）は古くより瀬戸内海を介した地域間交流があり、人口規模で比較すると中国5県と四国4県を合わせても九州に及ばないこともあり、両者をひとまとめに区分することがある。かつて第三次全国総合開発計画（三全総）において、地方区分として一時的に使用されたことがあるものの、次の四全総からは、再び別々の区域として扱われるようになった。現在は、交通体系の整備や瀬戸内海の環境保全など、両地方の共通の課題について協議会が設置されているほか、一部の省庁の地方支分部局（管区行政評価局・地方厚生局・地方農政局など）や企業の支店設置で見られる区分である。
中国・四国地方で最も人口の多い都市は広島市で人口は110万を超し政府の中国地方管轄の出先機関が集まる。しかし人口70万を超える岡山市も山陰地方と四国地方を結ぶ交通の結節点であることからアクセス面で優位性はある。四国地方では松山市が四国での人口最大都市であるが、高松市が支店経済都市の役割を果たしており、高松都市圏は都市圏人口では四国最大である。また、日本で人口の少ない順から4位までの県（鳥取県、島根県、高知県、徳島県）は全てこの地方に属している。
なお、香川県と岡山県、愛媛県と広島県はそれぞれ陸上に県境を有している。

## 主要都市
政令指定都市
1. 広島市（117.6万人・広島県・広島都市圏・県庁所在地）
2. 岡山市（71万人・岡山県・岡山都市圏・県庁所在地）

中核市
1. 松山市（49.6万人・愛媛県・松山都市圏・県庁所在地）
2. 倉敷市（46.5万人・岡山県・岡山都市圏）
3. 福山市（44.7万人・広島県・福山都市圏）
4. 高松市（40.8万人・香川県・高松都市圏・県庁所在地）
5. 高知市（31.1万人・高知県・高知都市圏・県庁所在地）
6. 下関市（23.8万人・山口県・下関都市圏・関門都市圏）
7. 呉市（19.5万人・広島県・広島都市圏）
8. 松江市（19.6万人・島根県・松江都市圏・県庁所在地）
9. 鳥取市（18万人・鳥取県・鳥取都市圏・県庁所在地）

施行時特例市
該当市なし
一般市
1. 徳島市（24.4万人・徳島県・徳島都市圏・県庁所在地）
2. 山口市（18.8万人・山口県・山口都市圏・県庁所在地）
3. 東広島市（19.8万人・広島県・広島都市圏）
4. 出雲市（17万人・島根県・出雲都市圏）
5. 宇部市（15.5万人・山口県・宇部都市圏）
6. 今治市（14.2万人・愛媛県・今治都市圏）
7. 米子市（14.3万人・鳥取県・米子都市圏）
8. 周南市（13万人・山口県・徳山都市圏）
9. 尾道市（12.2万人・広島県・福山都市圏）
10. 岩国市（12万人・山口県・岩国都市圏）
11. 新居浜市（11万人・愛媛県・新居浜都市圏）
12. 防府市（11.2万人・山口県・山口都市圏）
13. 廿日市市（11.2万人・広島県・広島都市圏）
14. 丸亀市（10.7万人・香川県・高松都市圏）
15. 西条市（9.9万人・愛媛県・新居浜都市圏）
16. 津山市（9.4万人・岡山県・津山都市圏）

※人口は、2025年5月1日推計人口（高知県は住民基本台帳人口）の1000人台以下を四捨五入した数値。日本の市の人口順位参照。

## マスコミ

### 放送局
- 各県ごとの記事を参照
原則、各県域放送であるが、鳥取県・島根県（山陰地方）と岡山県・香川県（瀬戸内海・山陽地方）は2つの県をまたいだ「準広域放送」とされている。

### 新聞社
- 全国紙（系列スポーツ紙を含む）は、山口県（一部は島根県の石見地方も）が福岡県にある西部本社（支社・本部）の管轄である以外は大阪本社の管轄。また、これらの地域へ向けた新聞の多くは岡山県か香川県にある自社印刷工場で現地印刷が行われているが、日本経済新聞、日刊スポーツは岡山県、香川県、広島県、デイリースポーツは広島県、愛媛県の各県域新聞に委託して現地印刷を行っている。また、山口県用（一部は島根県石見地方も）の新聞は下関市、佐賀県や福岡県にある工場から配送されているが、広島県、島根県に接する岩国市、防府市、周南市などごく限られた地区で大阪本社発行の内容が発売される店舗もある。
  - なお朝日新聞・日刊スポーツの山口県向けの扱いは特殊であり、いずれも東部は広島県、西部は福岡県の工場で製作されているが、朝日は全県で福岡の西部本社発行のもの。日刊は東部は西日本社の大阪本部、西部は同社の西部本社が制作した紙面を印刷している。
- 地方紙は各県ごとの記事参照

## スポーツ

### 野球
日本野球機構（セントラル・リーグ/ウエスタン・リーグ）
- 広島東洋カープ（本拠地：広島市、MAZDA Zoom-Zoom スタジアム広島。なお2軍は、本拠地：岩国市、広島東洋カープ由宇練習場）

四国アイランドリーグplus
- 徳島インディゴソックス（本拠地：徳島市、徳島県営蔵本球場）
- 香川オリーブガイナーズ（本拠地：高松市、香川県営野球場）
- 愛媛マンダリンパイレーツ（本拠地：松山市、松山中央公園野球場）
- 高知ファイティングドッグス（本拠地：高知市、高知市野球場）

社会人野球
- シティライト岡山（本拠地：岡山市）
- 三菱自動車倉敷オーシャンズ（本拠地：岡山県倉敷市）
- ショウワコーポレーション（本拠地：岡山県美作市）
- 倉敷ピーチジャックス（本拠地：岡山県倉敷市）
- ツネイシブルーパイレーツ（本拠地：広島県福山市）
- 伯和ビクトリーズ（本拠地：広島県東広島市）
- JFE西日本（本拠地：広島県福山市）
- MSH医療専門学校（本拠地：広島市）
- JR西日本（本拠地：広島市）
- 広島鯉城クラブ（本拠地：広島市）
- 福山ローズファイターズ（本拠地：広島県福山市）

- 航空自衛隊防府クラブ
- 山口防府ベースボールクラブ
- 日鉄ステンレス
- 海上自衛隊岩国クラブ
- 岩国五橋クラブ
- 鳥取Pear Kings
- MJG島根
- JR四国
- アークバリア
- 松山フェニックス
- 徳島野球倶楽部
- 四国銀行

### サッカー
Jリーグ
J1
- サンフレッチェ広島F.C
- ファジアーノ岡山FC

J2
- 徳島ヴォルティス
- 愛媛FC
- レノファ山口FC
- FC今治

J3
- ガイナーレ鳥取
- カマタマーレ讃岐
- 高知ユナイテッドSC

中国リーグ
- NTN岡山
- FC宇部ヤーマン
- デッツォーラ島根
- 広島フジタSC
- 佐川急便中国サッカー部
- JFEスチール西日本サッカー部
- 日立笠戸
- 福山シティFC

四国リーグ
- 徳島コンプリールSC
- 三洋電機徳島
- ベンターナAC
- 南国高知FC
- 三和クラブ
- FC徳島
- YFC四国中央

WEリーグ
- サンフレッチェ広島レジーナ

なでしこリーグ
- 岡山湯郷Belle
- 愛媛FCレディース
- 吉備国際大学Charme岡山高梁
- ディアヴォロッソ広島

### バスケットボール
B.LEAGUE
- 島根スサノオマジック
- 広島ドラゴンフライズ
- 愛媛オレンジバイキングス

B3リーグ
- トライフープ岡山
- 山口ペイトリオッツ
- 香川ファイブアローズ
- 徳島ガンバロウズ

### バレーボール
SVリーグ
- 広島サンダーズ（2024年9月に、「JTサンダーズ広島」から名称が変更された。）
- 岡山シーガルズ

Vリーグ
- 倉敷アブレイズ
- 広島オイラーズ（旧・「大野石油広島オイラーズ」）

### ラグビー
ジャパンラグビーリーグワン
- マツダスカイアクティブズ広島
- 中国電力レッドレグリオンズ

### アメリカンフットボール
Xリーグ
- セリオスタンディングベアーズ
- 広島UCSホークス

### ハンドボール
日本リーグ
- 安芸高田ワクナガハンドボールクラブ
- イズミメイプルレッズ

女子実業団
- 香川銀行TH

### ソフトボール
男子西日本リーグ
- ホシザキ電機
- 平林金属
- ジェイテクト
- 高知パシフィックウェーブ
- 愛媛ウエスト

女子リーグ
- 島根三洋
- 平林金属
- 大鵬薬品
- 伊予銀行

### 卓球
Tリーグ
- 岡山リベッツ

### ホッケー
日本リーグ
- Selrio島根
- コカコーラ・ウエストジャパン

西日本リーグ
- 八頭クラブ
- 岡山クラブ
- 三菱化学坂出
- 鳥取短期大学
- ニッポー

関西リーグ
- 山口クラブ
- 徳島クラブ
- 阿南クラブ
- 高知クラブ

### アイスホッケー
西日本リーグ（Jアイス・ウエスト・ディビジョン）
- 香川アイスフェローズ

### 陸上競技
駅伝
- ホシザキ電機
- 中国電力
- JFE
- 中電工
- マツダ
- 自衛隊海田
- 大塚製薬
- 四国電力陸上競技部
- 天満屋
- エディオン
- 四国電力陸上競技部